# Pemancar
Pemancar is een bestuurslaag in het regentschap Lampung Barat van de provincie Lampung, Indonesië. Pemancar telt 668 inwoners (volkstelling 2010).